# 格爾納利專區
格爾納利專區 (聆聽發音ⓘ），又譯卡納利專區，是尼泊爾的十四個行政專區之一，位於該國西北部的中西部发展区，首府久姆拉。本專區的北面和東面是西藏，南毗道拉吉里專區、拉布蒂專區和佩里專區，西鄰塞蒂專區。全縣面積21,351平方公里，2001年人口309,084。
格爾納利專區是尼泊爾其中一個最貧困及最偏遠的專區，至今仍未有足夠的道路連接。在專區內各縣，除卡利柯特縣需要依靠季節性道路連往久姆拉機場之外，其餘四個縣均有其各自的機場。
格爾納利專區是尼泊爾最大的專區，專區內有兩個國家公園，分別為：薛村禾Phoksundo國家公園和薛村禾Phoksundo（帶Phoksundo湖 ）。著名的雪豹 ，是尼泊爾最大的公園3,555平方公里面積拉拉國家公園環繞拉拉湖 -尼泊爾最大的湖泊10.2公里² -被稱為尼泊爾的明珠 。
本專區下分5個縣，分別如下：
| District | Type | Headquarters |
| -------- | ---- | ------------ |
| 多尔帕   | 山區 | Dunai        |
| 胡姆拉   | 山區 | Simikot      |
| 朱姆拉   | 山區 | 朱姆拉鎮     |
| 卡利柯特 | 山區 | Manma        |
| 穆古     | 山區 | Gamgadhi     |

## 外部連結
29°35′N 82°10′E / 29.583°N 82.167°E